# 錢啓宏
錢啓宏（1458年—？），字以仁，直隸松江府華亭縣人，官籍，明朝政治人物。

## 生平
成化二十二年（1486年）丙午科應天鄉試第一百七名舉人，弘治六年（1493年）中式癸丑科會試第一百十二名，二甲第二十名進士。

## 家族
曾祖錢惟慶，贈南京吏部尚書；祖父錢溥，南京吏部尚書，贈太子少保，諡文通；父錢岡，義官。母袁氏。重慶下。